# مارف لاستر
مارفن لاستر (27 نوفمبر 1937-25 مايو 2020) هو لاعب كرة القدم الأمريكية لعب في خة ظهير دفاعي ونهاية. لعب كرة القدم الجامعية في جامعة كاليفورنيا وكرة القدم الاحترافية في الدوري الكندي لكرة القدم (CFL) من عام 1961 إلى عام 1974. تم تجنيده في قاعة مشاهير كرة القدم الكندية في عام 1990.
بعد ان اعتزل كرة القدم، أقام لاستر في أتلانتا. وتوفي بسبب فيروس كورونا كوفيد-19 خلال جائحة كوفيد-19 في ولاية كارولينا الشمالية، في منشأة مساعدة للمعيشة في ماثيوز، كارولاينا الشمالية.

## روابط خارجية
- احصائيات رياضية فقط
- احصائيات الكلية